# يواكيم أريكسون
يواكيم أريكسون (بالسويدية: Joakim Eriksson)‏ هو لاعب هوكي الجليد سويدي، ولد في 22 يونيو 1976 في سودرتاليا في السويد.

## وصلات خارجية
- يواكيم أريكسون على موقع EliteProspects.com (الإنجليزية)
- يواكيم أريكسون على موقع Eurohockey.com (الإنجليزية)
- يواكيم أريكسون على موقع HockeyDB.com (الإنجليزية)